# 1074 Бєлявскія
1074 Бєлявскія (1074 Beljawskya) — астероїд головного поясу, відкритий 26 січня 1925 року.
Тіссеранів параметр щодо Юпітера — 3,182.